# Prezydenci Nikaragui
| Osoba                        | Osoba                        | Osoba                                                         | Kadencja                     | Kadencja                     | Partia polityczna                          |
| #                            | Portret                      | Imię i Nazwisko                                               | Od                           | Do                           | Partia polityczna                          |
| Szefowie państwa (1825–1839) | Szefowie państwa (1825–1839) | Szefowie państwa (1825–1839)                                  | Szefowie państwa (1825–1839) | Szefowie państwa (1825–1839) | Szefowie państwa (1825–1839)               |
| ---------------------------- | ---------------------------- | ------------------------------------------------------------- | ---------------------------- | ---------------------------- | ------------------------------------------ |
| 1                            |                              | Manuel Antonio de la Cerda y Aguilar (1780–1828)              | 22 kwietnia 1825             | 22 kwietnia 1826             | Konserwatysta                              |
| 2                            |                              | Juan Argüello (1778–1830)                                     | 22 kwietnia 1826             | 14 września 1827             | Partia Demokratyczna                       |
| -                            |                              | Pedro Benito Pineda (?–1827)                                  | 17 września 1826             | 26 lutego 1827               | Konserwatysta                              |
| -                            |                              | Manuel Antonio de la Cerda y Aguilar (1780–1828)              | 30 września 1827             | 30 października 1827         | Konserwatysta                              |
| -                            |                              | Pedro de Oviedo Chinandega (1792–1842) (tymczasowo)           | 14 września 1827             | grudzień 1827                | Konserwatysta                              |
| -                            |                              | brak rządu centralnego                                        | grudzień 1827                | 5 sierpnia 1828              |                                            |
| (2)                          |                              | Juan Argüello (1778–1830)                                     | 5 sierpnia 1828              | kwiecień 1829                | Partia Demokratyczna                       |
| -                            |                              | Juan Espinosa (tymczasowo)                                    | kwiecień 1829                | 10 maja 1830                 | Partia Demokratyczna                       |
| 3                            |                              | Dionisio de Herrera (1781–1850)                               | 10 maja 1830                 | listopad 1833                | Partia Demokratyczna                       |
| -                            |                              | Benito Morales (1803–1889) (tymczasowo)                       | grudzień 1833                | 10 marca 1834                | Konserwatysta                              |
| -                            |                              | José Núñez (?–1880) (tymczasowo)                              | 10 marca 1834                | 23 kwietnia 1835             | Konserwatysta                              |
| 4                            |                              | José Zepeda (1784–1837)                                       | 23 kwietnia 1835             | 25 stycznia 1837             | Konserwatysta                              |
| 5                            |                              | José Núñez (?–1880)                                           | 25 stycznia 1837             | 5 stycznia 1839              | Konserwatysta                              |
| -                            |                              | Evaristo Rocha (tymczasowo)                                   | 5 stycznia 1839              | 1839                         | Konserwatysta                              |
| -                            |                              | Joaquín del Cósio (1789–?) (tymczasowo)                       | 1839                         | 15 maja 1839                 | Konserwatysta                              |
| Zarządcy państwa (1839–1854) |                              |                                                               |                              |                              |                                            |
| -                            |                              | Patricio Rivas (1810?–1867) (tymczasowo)                      | 15 maja 1839                 | 21 maja 1839                 | Partia Demokratyczna                       |
| 1                            |                              | Joaquín del Cósio (1789–?)                                    | 21 maja 1839                 | październik 1839             | Konserwatysta                              |
| 2                            |                              | Hilario Ulloa                                                 | październik 1839             | listopad 1839                | Konserwatysta                              |
| 3                            |                              | Tomás Valladares                                              | listopad 1839                | 27 sierpnia 1840             | Konserwatysta                              |
| 4                            |                              | Patricio Rivas (1810?–1867)                                   | 27 sierpnia 1840             | marzec 1841                  | Partia Demokratyczna                       |
| 5                            |                              | Pablo Buitrago y Benavent (1807–1882)                         | 4 marca 1841                 | 1 kwietnia 1843              | Konserwatysta                              |
| -                            |                              | Juan de Dios Orozco (tymczasowo)                              | 1 kwietnia 1843              | 31 maja 1843                 | Konserwatysta                              |
| 6                            |                              | Manuel Pérez (1800?–1845)                                     | 31 maja 1843                 | 4 listopada 1844             | Partia Demokratyczna                       |
| -                            |                              | Emiliano Madriz (?–1845) (tymczasowo)                         | 4 listopada 1844             | 24 stycznia 1845             | Partia Demokratyczna                       |
| -                            |                              | Silvestre Selva Sacasa (1777–1855) (tymczasowo)               | 16 grudnia 1844              | 20 stycznia 1845             | Konserwatysta                              |
| -                            |                              | Manuel Antonio Blas Sáenz (tymczasowo)                        | 20 stycznia 1845             | 4 kwietnia 1845              | Konserwatysta                              |
| 7                            |                              | José León Sandoval (1789–1847)                                | 4 kwietnia 1845              | 1 kwietnia 1847              | Konserwatysta                              |
| -                            |                              | Miguel Ramón Morales (1787–1855)                              | 1 kwietnia 1847              | 6 kwietnia 1847              | Konserwatysta                              |
| 8                            |                              | José de la Cruz Guerrero de Arcos y Molina (1799–1853)        | 1 kwietnia 1847              | 1 kwietnia 1849              | Konserwatysta                              |
| 9                            |                              | Norberto Ramírez Áreas (?–1856)                               | 1 kwietnia 1849              | 1 kwietnia 1851              | Konserwatysta                              |
| -                            |                              | José Justo Abaunza y Muñoz de Avilés (1777–1873) (tymczasowo) | 1 kwietnia 1851              | 5 maja 1845                  | Konserwatysta                              |
| 10                           |                              | José Laureano Pineda Ugarte (1802–1853)                       | 1 kwietnia 1851              | 4 sierpnia 1851              | Partia Demokratyczna                       |
| -                            |                              | José Francisco del Montenegro (?–1851)                        | 6 sierpnia 1851              | 12 sierpnia 1851             | Partia Demokratyczna                       |
| -                            |                              | José de Jesús Alfaro (?–1855)                                 | 12 sierpnia 1851             | 2 listopada 1851             | Partia Demokratyczna                       |
| (10)                         |                              | José Laureano Pineda Ugarte (1802–1853)                       | 2 listopada 1851             | 1 kwietnia 1853              | Partia Demokratyczna                       |
| 11                           |                              | Fruto Chamorro (1804–1855)                                    | 1 kwietnia 1853              | 28 lutego 1854               | Partia Konserwatywna                       |
| Prezydenci (1854-)           |                              |                                                               |                              |                              |                                            |
| 1                            |                              | Fruto Chamorro (1804–1855)                                    | 28 lutego 1854               | 12 marca 1855                | Partia Konserwatywna                       |
| -                            |                              | José María Estrada (1802–1856) (tymczasowo)                   | 12 marca 1855                | 25 października 1855         | Partia Konserwatywna                       |
| -                            |                              | Patricio Rivas (1810?–1867) (tymczasowo)                      | 30 października 1855         | 24 czerwca 1857              | Partia Demokratyczna                       |
| -                            |                              | Junta rządowa                                                 | 24 czerwca 1857              | 15 listopada 1857            |                                            |
| 2                            |                              | Tomás Martínez (1820–1873)                                    | 15 listopada 1857            | 1 marca 1867                 | Partia Konserwatywna                       |
| 3                            |                              | Fernando Guzmán Solórzano (1812–1891)                         | 1 marca 1867                 | 1 marca 1871                 | Partia Konserwatywna                       |
| 4                            |                              | José Vicente Quadra Lugo (1812–1894)                          | 1 marca 1871                 | 1 marca 1875                 | Partia Konserwatywna                       |
| 5                            |                              | Pedro Joaquín Chamorro Alfaro (1818–1890)                     | 1 marca 1875                 | 1 marca 1879                 | Partia Konserwatywna                       |
| 6                            |                              | Joaquín Zavala (1835–1906)                                    | 1 marca 1879                 | 1 marca 1883                 | Partia Konserwatywna                       |
| 7                            |                              | Adán Cárdenas (1836–1916)                                     | 1 marca 1883                 | 1 marca 1887                 | Partia Konserwatywna                       |
| 8                            |                              | Evaristo Carazo (1821–1889)                                   | 1 marca 1887                 | 1 sierpnia 1889              | Partia Konserwatywna                       |
| -                            |                              | Nicolás Osorno (tymczasowo)                                   | 1 sierpnia 1889              | 6 sierpnia 1889              | Partia Konserwatywna                       |
| 9                            |                              | Roberto Sacasa (1840–1896)                                    | 6 sierpnia 1889              | 1 stycznia 1891              | Partia Konserwatywna                       |
| 10                           |                              | Ignacio Chaves López                                          | 1 stycznia 1891              | 1 marca 1891                 | Partia Konserwatywna                       |
| (9)                          |                              | Roberto Sacasa (1840–1896)                                    | 1 marca 1891                 | 1 czerwca 1893               | Partia Konserwatywna                       |
| 11                           |                              | Salvador Machado                                              | 1 czerwca 1893               | 12 lipca 1893                | Partia Konserwatywna                       |
| -                            |                              | Junta                                                         | 12 lipca 1893                | 16 lipca 1893                |                                            |
| 12                           |                              | Joaquín Zavala (1835–1906)                                    | 16 lipca 1893                | 31 lipca 1893                | Partia Konserwatywna                       |
| 13                           |                              | José Santos Zelaya (1853–1919)                                | 31 lipca 1893                | 21 grudnia 1909              | Partia Liberalna                           |
| 14                           |                              | José Madriz (1867–1911)                                       | 21 grudnia 1909              | 20 sierpnia 1910             | Partia Liberalna                           |
| -                            |                              | José Dolores Estrada (1869–1939) (tymczasowo)                 | 20 sierpnia 1910             | 28 sierpnia 1910             | Partia Konserwatywna                       |
| 15                           |                              | Juan José Estrada (1872–1947)                                 | 28 sierpnia 1910             | 9 maja 1911                  | Partia Liberalna                           |
| 16                           |                              | Adolfo Díaz (1875–1964)                                       | 9 maja 1911                  | 1 stycznia 1917              | Partia Konserwatywna                       |
| 17                           |                              | Emiliano Chamorro Vargas (1871–1966)                          | 1 stycznia 1917              | 1 stycznia 1921              | Partia Konserwatywna                       |
| 18                           |                              | Diego Manuel Chamorro Bolaños (1861–1923)                     | 1 stycznia 1921              | 12 października 1923         | Partia Konserwatywna                       |
| -                            |                              | Rosendo Chamorro (tymczasowo)                                 | 12 października 1923         | 15 października 1923         | Partia Konserwatywna                       |
| 19                           |                              | Bartolomé Martínez (1873–1936)                                | 15 października 1923         | 1 stycznia 1925              | Partia Konserwatywna                       |
| 20                           |                              | Carlos José Solórzano (1860–1936)                             | 1 stycznia 1925              | 13 marca 1926                | Partia Konserwatywna                       |
| (17)                         |                              | Emiliano Chamorro Vargas (1871–1966)                          | 13 marca 1926                | 11 listopada 1926            | Partia Konserwatywna                       |
| -                            |                              | Sebastián Uriza (1861-?) (tymczasowo)                         | 11 listopada 1926            | 14 listopada 1926            | Partia Konserwatywna                       |
| (16)                         |                              | Adolfo Díaz (1875–1964)                                       | 14 listopada 1926            | 1 stycznia 1929              | Partia Konserwatywna                       |
| 21                           |                              | José María Moncada (1870–1945)                                | 1 stycznia 1929              | 1 stycznia 1933              | Nacjonalistyczna Partia Liberalna          |
| 22                           |                              | Juan Bautista Sacasa (1874–1946)                              | 1 stycznia 1933              | 9 czerwca 1936               | Nacjonalistyczna Partia Liberalna          |
| -                            |                              | Julián Irías Sandre (1873–1940) (tymczasowo)                  | 9 czerwca 1936               | 9 czerwca 1936               | Nacjonalistyczna Partia Liberalna          |
| 23                           |                              | Carlos Alberto Brenes (1884–1942)                             | 9 czerwca 1936               | 1 stycznia 1937              | Nacjonalistyczna Partia Liberalna          |
| 24                           |                              | Anastasio Somoza García (1896–1956)                           | 1 stycznia 1937              | 1 maja 1947                  | Nacjonalistyczna Partia Liberalna          |
| 25                           |                              | Leonardo Argüello Barreto (1875–1947)                         | 1 maja 1947                  | 26 maja 1947                 | Nacjonalistyczna Partia Liberalna          |
| 26                           |                              | Benjamín Lacayo Sacasa (1893–1959)                            | 26 maja 1947                 | 15 sierpnia 1947             | Nacjonalistyczna Partia Liberalna          |
| 27                           |                              | Víctor Manuel Román y Reyes (1872–1950)                       | 15 sierpnia 1947             | 6 maja 1950                  | Nacjonalistyczna Partia Liberalna          |
|                              |                              | wakat                                                         | 6 maja 1950                  | 7 maja 1950                  |                                            |
| (24)                         |                              | Anastasio Somoza García (1896–1956)                           | 7 maja 1950                  | 29 września 1956             | Nacjonalistyczna Partia Liberalna          |
| 28                           |                              | Luis Somoza Debayle (1922–1967)                               | 29 września 1956             | 1 maja 1963                  | Nacjonalistyczna Partia Liberalna          |
| 29                           |                              | René Schick (1909–1966)                                       | 1 maja 1963                  | 3 sierpnia 1966              | Nacjonalistyczna Partia Liberalna          |
| -                            |                              | Orlando Montenegro Medrano (1922–1988) (tymczasowo)           | 3 sierpnia 1966              | 3 sierpnia 1966              | Nacjonalistyczna Partia Liberalna          |
| 30                           |                              | Lorenzo Guerrero (1900–1981)                                  | 3 sierpnia 1966              | 1 maja 1967                  | Nacjonalistyczna Partia Liberalna          |
| 31                           |                              | Anastasio Somoza Debayle (1925–1980)                          | 1 maja 1967                  | 1 maja 1972                  | Nacjonalistyczna Partia Liberalna          |
| -                            |                              | Junta                                                         | 1 maja 1972                  | 1 grudnia 1974               |                                            |
| (31)                         |                              | Anastasio Somoza Debayle (1925–1980)                          | 1 grudnia 1974               | 16 lipca 1979                | Nacjonalistyczna Partia Liberalna          |
| 32                           |                              | Francisco Urcuyo (1915–2001)                                  | 16 lipca 1979                | 18 lipca 1979                | Nacjonalistyczna Partia Liberalna          |
| -                            |                              | Junta                                                         | 18 lipca 1979                | 10 stycznia 1985             |                                            |
| 33                           |                              | Daniel Ortega (1945–)                                         | 10 stycznia 1985             | 25 kwietnia 1990             | Sandinistowski Front Wyzwolenia Narodowego |
| 34                           |                              | Violeta Chamorro (1929–2025)                                  | 25 kwietnia 1990             | 10 stycznia 1997             | Narodowa Unia Opozycyjna                   |
| 35                           |                              | Arnoldo Alemán (1946–)                                        | 10 stycznia 1997             | 10 stycznia 2002             | PLC                                        |
| 36                           |                              | Enrique Bolaños (1928–2021)                                   | 10 stycznia 2002             | 10 stycznia 2007             | PLC                                        |
| (33)                         |                              | Daniel Ortega (1945–)                                         | 10 stycznia 2007             | nadal                        | Sandinistowski Front Wyzwolenia Narodowego |
| 37                           |                              | Rosario Murillo (1951–)                                       | 30 stycznia 2025             | nadal                        | Sandinistowski Front Wyzwolenia Narodowego |